# Eptesicus andinus
Eptesicus andinus (Allen, 1914) è un pipistrello della famiglia dei Vespertilionidi diffuso nell'America meridionale.

## Descrizione

### Dimensioni
Pipistrello di piccole dimensioni, con la lunghezza totale tra 83 e 101 mm, la lunghezza dell'avambraccio tra 37,2 e 44,4 mm, la lunghezza della coda tra 31 e 41 mm, la lunghezza del piede tra 8 e 11 mm, la lunghezza delle orecchie tra 11 e 16 mm e un peso fino a 10,4 g.

### Aspetto
La pelliccia è lunga, soffice e setosa. Le parti dorsali variano dal marrone scuro al bruno-nerastro, con la base dei peli chiara, mentre le parti ventrali sono più chiare, con la base dei peli nerastra. Il muso è largo con due masse ghiandolari sui lati. Gli occhi sono piccoli. Le orecchie sono di medie proporzioni, triangolari e con l'estremità appuntita. Il trago è lungo, stretto e arrotondato. Le membrane alari sono nere o bruno-nerastre. La punta della lunga coda si estende leggermente oltre l'ampio uropatagio. Il calcar è più lungo del piede.

## Biologia

### Alimentazione
Si nutre di insetti.

### Riproduzione
Femmine che allattavano sono state osservate nei mesi di maggio, luglio ed agosto mentre altre gravide sono state catturate in Perù nel mese di agosto.

## Distribuzione e habitat
Questa specie è diffusa sugli altopiani andini dal Venezuela nord-occidentale, Colombia, Perù ed Ecuador fino alla Bolivia settentrionale.
Vive tra i 100 e 3.300 metri di altitudine.

## Conservazione
La IUCN Red List, considerato il vasto areale, classifica E.andinus come specie a rischio minimo (Least Concern)).